# Kecske-patak
A Kecske-patak Győr-Moson-Sopron vármegyében ered, Harka északnyugati részén. A patak forrásától kezdve délkeleti irányban halad, végül Sopronkeresztúr északi határában eléri a Rustenbach patakot Ausztriában.
A Kecske-patak vízgazdálkodási szempontból a Rábca és Fertő-tó Vízgyűjtő-tervezési alegység működési területét képezi.

## Part menti települések
- Harka
- Ausztria Sopronkeresztúr